# 深圳湾实验室
深圳湾实验室（生命信息与生物医药广东省实验室）是广东省和深圳市为落实国家粤港澳大湾区国际科技创新中心和综合性国家科学中心战略而设立的科研平台。实验室于2019年启动建设，由深圳市科技创新委员会与北京大学深圳研究生院联合主办，整合粤港澳大湾区内的高校、科研机构和企业资源，旨在打造生命科学与生物医药领域的国际领先创新高地。实验室以“服务人民生命健康，突破前沿科学难题”为目标，聚焦肿瘤、心血管与代谢疾病、神经退行性疾病和传染病等领域，通过信息技术与生物技术的深度融合，推动疾病机制解析、生命信息分析、创新药物研发和先进医学成像技术的发展。

## 研究方向
实验室聚焦生命健康领域重大科学问题，以肿瘤、代谢与心血管疾病、神经退行性疾病、传染病等重大疾病的防治为核心，通过IT+BT（信息技术与生物技术）融合及多学科交叉，开展疾病机理、生命信息学、创新药物、医学成像等研究。下设生物医学工程研究所等科研单元，重点布局医学影像技术、精准检测、智能医疗设备等方向。

## 外部連結
- 官方網站 （页面存档备份，存于）